# Georges de Tervagne
Pour les articles homonymes, voir Georges Dupont et Dupont ou Dupond.
Georges de Tervagne, de son vrai nom Georges Dupont, né à Terwagne le 14 décembre 1908 et mort à Fosses-la-Ville le 28 août 2004, fils de Joseph Dupont et Julie Lawalrée, filleul du chanoine Nicolas Balthasar son cousin[réf. nécessaire], est un dramaturge belge, auteur de pièces et de vaudevilles.
Il épouse en 1934 Simone Maître, née à Londres en 1911 et morte en 1992, journaliste, femme de lettres sous le nom de Simone de Tervagne, auteur, entre autres, de plusieurs ouvrages traitant de la voyance, du paranormal et de Madame Fraya, ainsi que de quelques romans.
Ses cendres reposent au columbarium du Père-Lachaise, avec celles de son épouse (case 40825).

## Œuvres
- 1959 : Turquoise
- 1972 : Je viendrai comme un voleur
- 1973 : Pique-nique en ville